# Dendrobium jenkinsii
Dendrobium jenkinsii är en orkidéart som beskrevs av Nathaniel Wallich och John Lindley. Dendrobium jenkinsii ingår i släktet Dendrobium, och familjen orkidéer. Inga underarter finns listade i Catalogue of Life.

## Bildgalleri

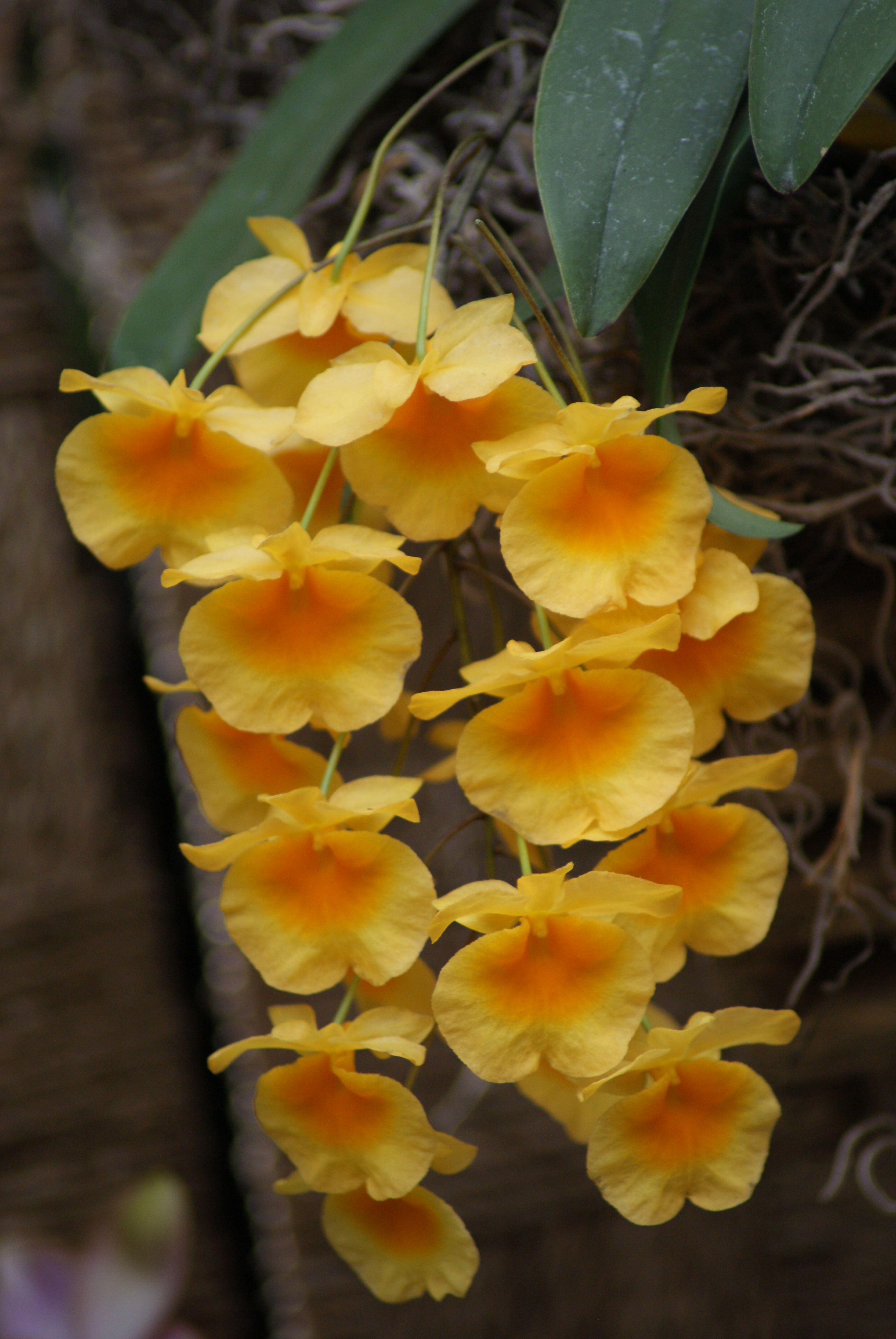
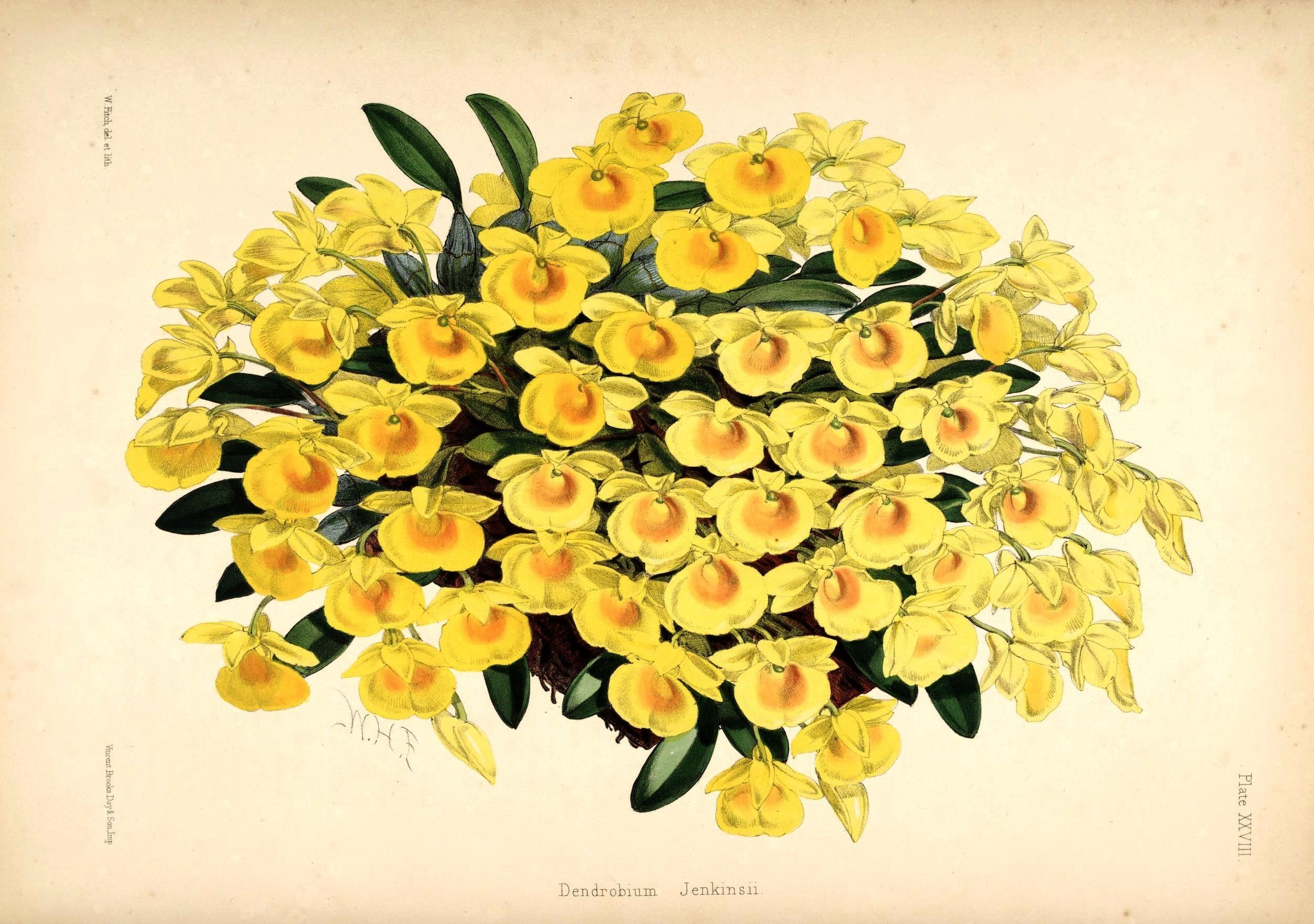
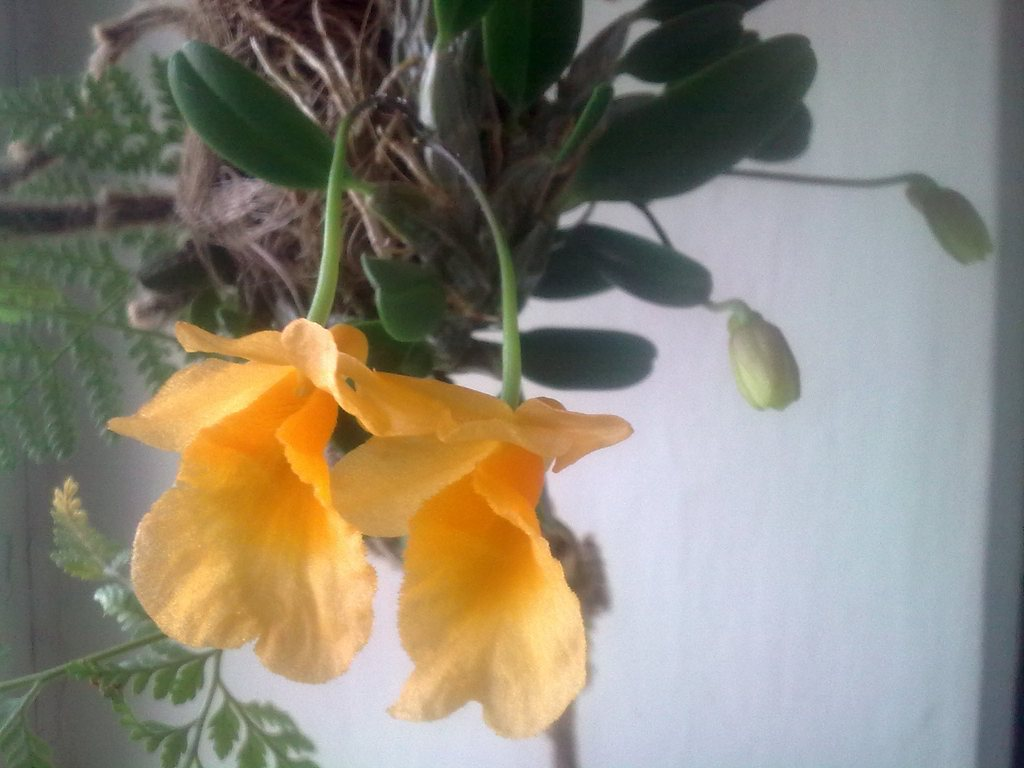